# طلا (فیلم ۱۹۷۴)
طلا (انگلیسی: Gold) فیلمی به کارگردانی پیتر آر. هانت است که در سال ۱۹۷۴ منتشر شد. از بازیگران آن می‌توان به راجر مور، سوزانا یورک، ری میلند، جان گیلگد و ویلبر اسمیت اشاره کرد.